# Милан Огнянов
Милан Огнянов Миланов е български сценарист, кинооператор и режисьор.

## Биография
Роден е в град София на 27 май 1942 г. През 1967 г. завършва Софийския университет с физика, а през 1976 г. завършва ВГИК, Москва, със специалност операторско майсторство. През 1970 г. започва работа като оператор в Студията за научнопопулярни и документални филми. Там създава първата група за подводно снимане. Между 1983 и 1990 г. е режисьор в студията. От 1979 до 1983 г. е оператор в Студията за игрални филми „Бояна“. Умира на 25 август 2004 г.

## Филмография
Като режисьор
- От Асизи до София – папата на българска земя (2002)
- Децата на Оркус (2001)
- Не съм затворен кръг (2001) – за Александър Вутимски
- Тангото (2001)
- Трамваят – сто години от живота на София (2001)
- Зелената къща (2000) – за и с Милчо Левиев
- Циганско лято (1998)
- Завръщане (1997)
- Василица (1996)
- Езикът на мълчанието – лицедей (1996)
- Езикът на мълчанието – маратон (1996)
- Скитникът и неговата сестра (1996)
- Живот в 33/16 (1992) – за и с Милчо Левиев
- Продуцентът (1989)
- Летен дъжд (1988)
- Цар Калоян (1987)
- Кантар (1985)
- Еверест – радост и мъка (1984)
- Селска хроника (1984)
- Само джаз (1983) – сц. Христо Илиев – Чарли, за и с Милчо Левиев
- Сцена на нациите (1982)
- Доминго (1980) – сц. Христо Илиев – Чарли, за един неделен ден в Хавана
- Бракувана земя
- Вихрите на Амбарица
- Връх Комунизъм

Като сценарист
- Циганско лято (1998)

Като оператор
- Само джаз (1983)
- Спас и Нели (1982) – реж. Джеки Стоев
- Нашият Шошканини (1982) – реж. Джеки Стоев
- Броени дни (1977) – реж. Джеки Стоев
- Живот в търбуха на една крава (1977) – реж. Джеки Стоев
- Ритуали на любовта (1977) – реж. Джеки Стоев